# Hypnum kneiffii
Hypnum kneiffii là một loài Rêu trong họ Hypnaceae. Loài này được (Schimp.) A.S. Wilson mô tả khoa học đầu tiên năm 1855.